# Herzmanice
Herzmanice lub Hermanice (cz. Heřmanice, niem. Herzmanitz) – jedna z 37 części miasta statutarnego Ostrawy, stolicy kraju morawsko-śląskiego, we wschodnich Czechach. Jest to także jedna z 39 gmin katastralnych w jego granicach, która ma powierzchnię 709,03 ha. Populacja w 2001 wynosiła 1909 osób, zaś w 2010 odnotowano 847 adresów.
Położona jest w granicach historycznego regionu Śląska Cieszyńskiego, w północno-wschodniej części miasta Ostrawy i około 3,5 kilometra od jego centrum. Stanowi jedną z 8 części składających się na miejski obwód Śląskiej Ostrawy. Do 1941 roku samodzielna gmina.
Na zachodzie sąsiaduje z dzielnicami Gruszów, Muglinów, na południu ze Śląską Ostrawą i Michałkowicami, na wschodzie z miastem w powiecie Karwina – Rychwałdem, a na północy z dzielnicą Bogumina – Wierzbicą.

## Demografia[4]
| Rok             | 1869 | 1880 | 1890 | 1900 | 1910 | 1921 | 1930 | 1950 | 1961 | 1970 | 1980 | 1991 | 2001 |
| --------------- | ---- | ---- | ---- | ---- | ---- | ---- | ---- | ---- | ---- | ---- | ---- | ---- | ---- |
| Liczba ludności | 842  | 1025 | 1423 | 2514 | 3727 | 3221 | 3214 | 3202 | 3305 | 2834 | 1868 | 1714 | 1909 |

## Historia
Miejscowość po raz pierwszy wzmiankowana została w łacińskim dokumencie Liber fundationis episcopatus Vratislaviensis (pol. Księga uposażeń biskupstwa wrocławskiego), spisanej za czasów biskupa Henryka z Wierzbna ok. 1305 w szeregu wsi zobowiązanych do płacenia dziesięciny biskupstwu we Wrocławiu, w postaci item in Hermanni villa. Zapis ten (brak określenia liczby łanów, z których będzie płacony podatek) wskazuje, że wieś była w początkowej fazie powstawania (na tzw. surowym korzeniu), co wiąże się z przeprowadzaną pod koniec XIII wieku na terytorium późniejszego Górnego Śląska wielką akcją osadniczą (tzw. łanowo-czynszową). Nazwa prawdopodobnie wywodziła się od jej założyciela i kasztelana pobliskiego zamku. Wieś politycznie znajdowała się wówczas w granicach utworzonego w 1290 piastowskiego (polskiego) księstwa cieszyńskiego, będącego od 1327 lennem Królestwa Czech, a od 1526 roku w wyniku objęcia tronu czeskiego przez Habsburgów wraz z regionem aż do 1918 roku w monarchii Habsburgów (potocznie Austrii).
Miejscową parafię pw. św. Marka Ewangelisty założono jeszcze w XIV lub w pierwszej połowie XV wieku i po raz pierwszy wzmiankowano w sprawozdaniu z poboru świętopietrza sporządzonym przez archidiakona opolskiego Mikołaja Wolffa w 1447 jako jedną z 51 w archiprezbiteracie cieszyńskim (pod nazwą Hermansdorff). Na podstawie wysokości opłaty w owym sprawozdaniu liczbę ówczesnych parafian oszacowano na 150.
W 1447 wieś została odziedziczona przez cieszyńskiego księcia Bolesława. W 1491 książę Kazimierz odsprzedał ją Piotrowi Osinskiemu z miejscowości Žitna. W 1520 roku wieś stała się majątkiem Polskiej Ostrawy, a w 1630 znaczną jej część wykupił za 23 tysiące złotych monet Mikuláš z rodu Wilczków. Wilczkowie dokupowali pozostałe części: w 1683 od Jana Jerzego Kochtickiego z Kochtic i w 1686 od Anny Kechendorfowej. W ten sposób Wilczkowie znaleźli się w posiadaniu całej wsi aż do 1848 roku.
Do połowy XIX wieku jej mieszkańcy trudzili się głównie rolnictwem. Jednak wraz z rozwojem przemysłu ciężkiego w Zagłębiu Ostrawsko-Karwińskim odnajdywali nowe zatrudnienie w okolicznych zakładach. W samych Herzmanicach takowych jednak się nie doczekali, mimo że właściciele ziemscy chcieli tu wydobywać węgiel kamienny, to z powodów finansowych i przyrodniczych musieli ten pomysł zaniechać. Ciekawostką jest powstanie firmy Dynamit-Nobel w 1884, produkującej materiały wybuchowe dla okolicznych kopalń. Została ona jednak doszczętnie zniszczona 19 marca 1924 roku, gdy w jej składzie doszło do wybuchu. W miejscu tym w 1959 wybudowano obóz pracy, a obecnie znajduje się tam więzienie.
W 1849 do gminy Herzmanice włączono Gruszów i Muglinów. Hruszów usamodzielnił się w 1866 a Muglinów w 1890. W 1869 roku w 94 domach w Herzmanicach mieszkało 842 osób, W następnych dekadach liczba ta systematycznie rosła i według austriackiego spisu ludności z 1900 w 184 budynkach mieszkalnych w Herzmanicach na obszarze 689 hektarów mieszkało 2514 osób. co dawało gęstość zaludnienia równą 364,9 os./km², z tego 2487 (98,9%) mieszkańców było katolikami, 18 (0,7%) ewangelikami a 9 (0,4%) wyznawcami judaizmu, 1743 (69,3%) było czesko-, 691 (27,5%) polsko- a 16 (0,6%) niemieckojęzycznymi. Do 1910 liczba budynków wzrosła do 230 a mieszkańców do 3727, z czego 3608 było zameldowanych na stałe, 2800 (77,6%) było czesko-, 776 (21,5%) polsko- a 32 (0,9%) niemieckojęzycznymi, 3600 (96,6%) było katolikami, 85 (2,3%) ewangelikami, 20 (0,5%) kalwinistami, 21 (0,6%) żydami 1 osoba była jeszcze innej religii lub wyznania. W 1920 roku miejscowość znalazła się w granicach Czechosłowacji, a w 1939 w granicach Protektoratu Czech i Moraw. 1 lipca 1941 roku gmina została przyłączona do Morawskiej Ostrawy. Spod administracji niemieckiej Herzmanice wydostały się wraz z dotarciem Armii Czerwonej 1 maja 1945 roku o godzinie 9.

## Galeria

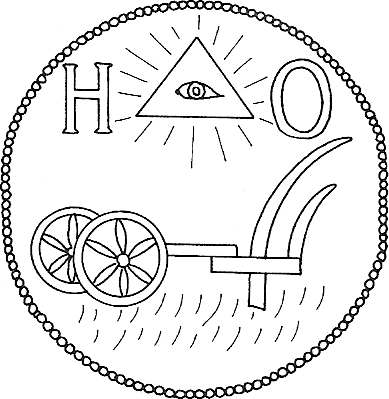
Pieczęć gminy z XVIII wieku
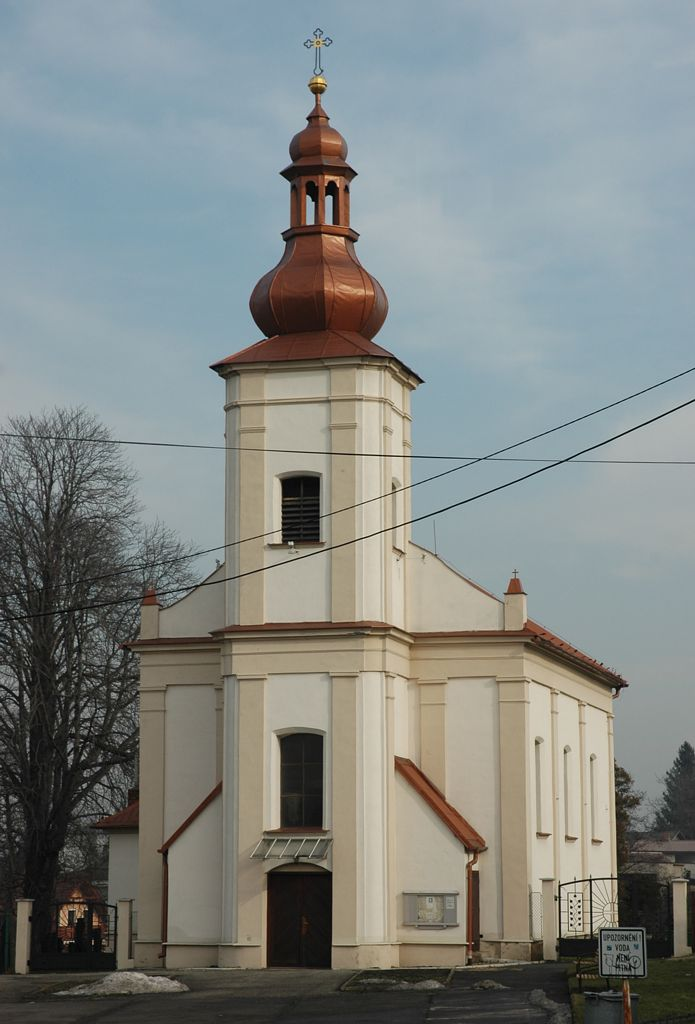
Kościół św. Marka
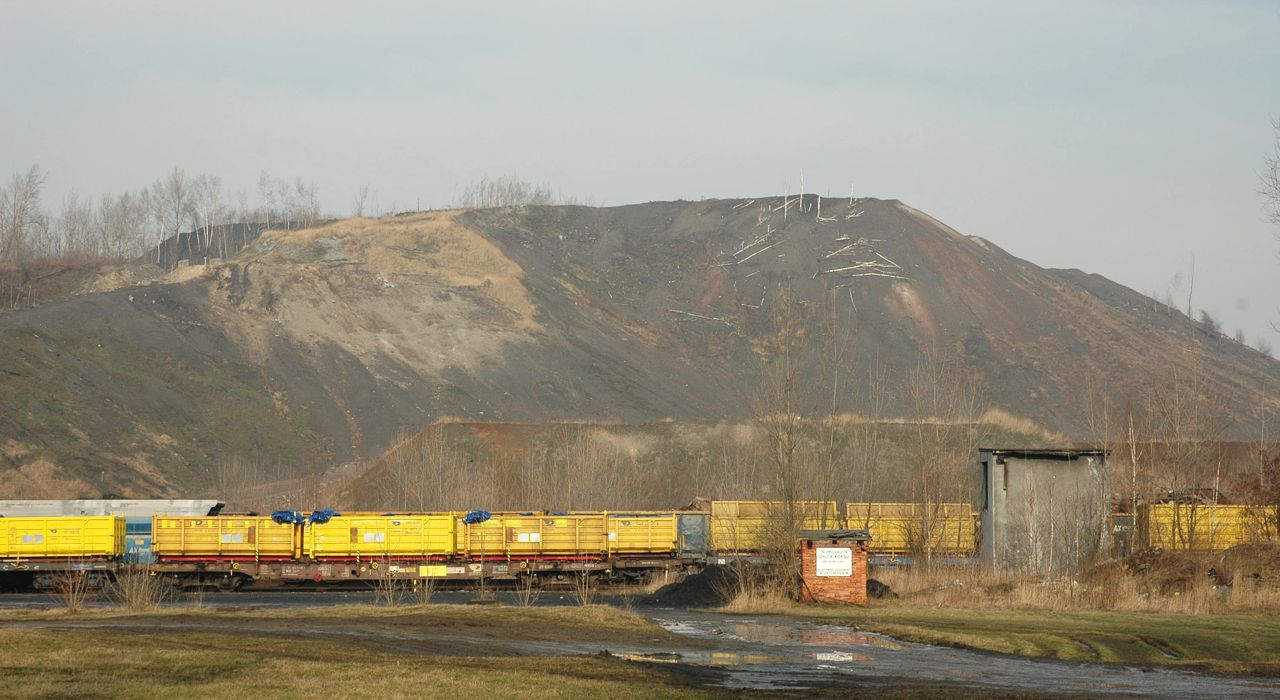
Hałda w Herzmanicach